# Chính biến Ngụy cung, 409
Cuộc chính biến trong hoàng cung Bắc Ngụy diễn ra vào năm 409, Thanh Hà vương Thác Bạt Thiệu giết chết phụ thân là Ngụy Thái Tổ Thác Bạt Khuê để tiếm ngôi nhưng cuối cùng thất bại và bị giết.

## Bối cảnh
Kể từ sau trận chiến Phì Thủy trước quân đội Đông Tấn, nước Tiền Tần (thống nhất miền bắc năm 376) rơi vào cảnh rối loạn, suy yếu; các quốc gia trước kia bị tiêu diệt lại được thế nổi lên, miền bắc tiếp tục rơi vào cảnh chia cắt.
Ngày 6 tháng 1 ÂL năm 386, một hậu duệ của nước Đại là Thác Bạt Khuê xưng vương, đặt quốc hiệu là Đại với niên hiệu Đăng Quốc, đóng đô ở Thịnh Lạc lập ra triều Bắc Ngụy. Sau một giai đoạn củng cố lực lượng, năm 391, Thác Bạt Khuê bắt đầu chống lại nước Hậu Yên. Năm 398, Khuê chiếm được Nghiệp Thành, tiêu diệt Hậu Yên, sau đó dời đô về Bình Thành. Ngày Kỷ Sửu tháng 12 năm Mậu Tuất (24 tháng 1 năm 399), Thác Bạt Khuê chính thức xưng đế, tức là Ngụy Thái Tổ Đạo Vũ Đế.
Sang những năm tiếp theo, Ngụy chủ Khuê thay đổi tâm tính, trở nên khắc nghiệp, tàn độc và hiếu sát. Năm 409, do uống quá nhiều đan dược để mong trường sinh, Khuê trở nên hoang tưởng rằng sẽ có người chống lại mình, đầu óc ngày càng trở nên căng thẳng, nghi ngờ các triều thần có thể phản bội mình, trước sau giết chết rất nhiều đại thần, khiến toàn bộ triều đình đều phải hứng chịu một đợt khủng bố.

## Diễn biến

### Ngụy chủ đuổi thái tử
Mùa thu năm 409, Ngụy chủ Khuê lập Tề vương Thác Bạt Tự làm hoàng thái tử. Theo cố sự trong cung Ngụy, khi một hoàng tử được lập làm thái tử thì mẹ của thái tử phải chết, do đó Khuê lệnh cho mẫu thân của Thác Bạt Tự là Lưu thị tự sát. Khuê triệu Tự vào cung, an ủi rằng
Hán Vũ Đế giết Câu Dặc phu nhân là để phòng ngựa mẫu hậu dự chính, ngoại gia làm loạn. Ta kế thừa đại thống, theo việc làm xưa của cổ nhân, là đại kế lâu dài cho quốc gia.
Tự tính vốn chí hiếu, nên vẫn thường than khóc cho mẫu thân, Khuê lấy làm tức giận, bèn cho triệu vào cung. Tả hữu thấy vậy, khuyên thái tử trốn đi. Thái tử nghe theo, nhân một hôm rời khởi Bình Thành, đi theo chỉ có hai người là Hạ đại nhân Xa Lộ Đầu và Kinh Triệu vương Lạc.

### Thác Bạt Thiệu sát phu
Trước kia, Thác Bạt Khuê đến bộ tộc Hạ Lan, thấy em gái Hiến Minh thái hậu là Hạ Lan thị (cũng là dì của mình) xinh đẹp diễm lệ, bèn muốn nạp vào cung, ngặt nỗi Hạ Lan thị đã có chồng. Khuê đem việc này bẩm với thái hậu. Thái hậu nói
Không được. Người đẹp quá tất có điều bất thiện. Vả lại đã có chồng, không thể ngang nhiên cướp đoạt.
Khuê không nghe, giết chết người chồng của Hạ Lan thị rồi cưới Hạ Lan thị làm thiếp, sinh ra Thanh Hà vương Thác Bạt Thiệu. Thác Bạt Thiệu tính tình quái lạ, thờng cải trang thành thường dân đi thăm thú các đường phố, và thường bắt các khách du hành và lột bỏ quần áo của họ để làm trò tiêu khiển. Khi Ngụy chủ hay tin, cho trừng phạt Thác Bạt Thiệu bằng cách cho treo ngược Thiệu trong một cái giếng, và chỉ thả ra khi Thiệu đã gần chết. Tề vương nhiều lần trách những hành vi của Thiệu, do đó Thiệu không ưa Tự.
Ngày Mậu Thìn tháng 10 năm Kỷ Dậu (6 tháng 11 năm 409), Khuê khiển trách Hạ Lan phu nhân, nhốt vào nhà lap và định giết đi, nhưng lúc đó trời đã tối nên chưa quyết định. Phu nhân bí mật sai người nhắn với Thác Bạt Thiệu cứu mình. Thiệu bèn nhân đêm tối, cùng trướng hạ, hoạn giả, cung nhân vài người cùng nhau lập chước, đang đêm vào cung đến điện Thiên An. Tả hữu hô to: Giặc đến. Khuê thất kinh, định lấy đao ra chống nhưng không được và bị giết.

### Thác Bạt Thiệu bị diệt
Ngày Kỉ Tị (7 tháng 11), cửa cung môn đến giữa trưa vẫn chưa mở. Thiệu giả chiếu chỉ, tập hợp trăm quan ở Đoan Môn. Bách quan tới nơi, Thiệu nói
Ta còn thúc phụ, lại có huynh trưởng, công khanh có muốn theo không.
Mọi người ngạc nhiên, thất sắc, không dám nói gì, chỉ có Nam Bình công Trưởng Tôn Tung hô to
Tòng vương.
Mọi người đến biết trong cung có biến cố, nhưng không dám nói gì, chỉ có Âm Bình công Thác Bạt Nghi khóc lóc một hồi rồi lui ra ngoài. Triều dã hung hung, lòng người lo sợ. Phì Như hầu, Hạ bộ làm loạn ở phía bắc An Dương, được Hạ Lan bộ hưởng ứng, các bộ khác cũng này sinh ý li khai. Thiệu nghe nói nhân bình bất an liền đem tiền bạc chia cho các quan từ tước vương trở xuống, duy có Thôi Hoành nhất quyết không nhận.
Tề vương Tự nghe tin có biến động, liền tìm cách trở về kinh thành, trú trong núi. Có người ở Lạc Nhi Lân là Lý Đạo bí mật giyps đỡ Tưh, dân gian biết được tố cáo với Thiếu, Thiệu bèn bắt và giết Đạo. Thiệu lại sai người bắt Tự để giết đi. Liệp lang Thúc Tôn Tuấn cùng người trong tông thất Thác Bạt Ma Hồn biết hành tung của Tự, Thiệu sai thủ hạ bắt về và giết chết. Nhưng lúc này các đại thần đã nghe tin Tề vương trở về, liền lập tức hưởng ứng, tranh nhau nghênh đón. Tự đến phía tây thành, vệ sĩ bắt Thiệu giải đến. Tự giết Thiệu cùng Hạ Lan thị, giết hết bọn thủ hạ và hoạn quan, cung nhân làm nội ứng hơn 10 người.
Ngày Nhâm Thân (10 tháng 11), Tự tức hoàng đế vị, tức là Ngụy Thái Tông Minh Nguyên Đế, cải nguyên Vĩnh Hưng, tôn mẫu Lưu thị là thái hậu. Tám đại thần Trưởng Tôn Tung, An Đồng, Đạt Hề Cân, Thôi Hoành, Thác Bạt Khuất... cùng tham dự chính sự. Nước Ngụy thoát khỏi khủng hoảng và tiếp tục phát triển cường thịnh, về sau thống nhất miền bắc.